# Das Duo: Auszeit
Auszeit ist ein deutscher Fernsehfilm von Urs Egger aus dem Jahr 2006. Es handelt sich um den 11. Filmbeitrag der ZDF-Kriminalfilmreihe Das Duo.

## Handlung
Lizzy Krügers elfter Fall ist für die junge Kommissarin ein sehr persönlicher. Beim letzten Polizeieinsatz musste sie einen Gewalttäter in Notwehr erschießen. Damit hat sie noch immer nicht abgeschlossen und nimmt sich deshalb ein paar Tage eine Auszeit auf dem familieneigenen Reitgestüt. Ihre Mutter leitet es zusammen mit Lizzys Stiefvater Per Flemming. Als Lizzy mit Per im Gelände ausreitet, erleidet dieser einen Herzinfarkt und stirbt. Obwohl der Hausarzt von einer Vorschädigung des Herzens berichtet, beginnt Lizzy an einem natürlichen Tod ihres Familienangehörigen zu zweifeln und beantragt eine Obduktion. Dabei stellt sich heraus, dass das Opfer über einen längeren Zautraum Clenbuterol, ein Mittel aus der Kälbermast, verabreicht worden ist, sodass das Herz irreparabel geschädigt wurde. Kommissarin Marion Ahrens beginnt zusammen mit Assistentin Uschi Jacobs zu ermitteln. Lizzy Krüger soll, aufgrund der familiären Involviertheit in den Fall, offiziell nicht mitarbeiten. Trotzdem recherchiert sie im Umfeld des Reitstalles und erfährt von einer ernsten Auseinandersetzung zwischen Per und dem Bauern Ulf Rönne. Sie vermutet, dass der Streit in Verbindung mit dem Mord steht. Von ihrer Mutter erfährt sie, dass Per ein Verhältnis mit Rönnes Frau hatte. Dies war ihm, entgegen seinen vielen anderen Liebschaften, sehr wichtig geworden und er hatte vor, seine Frau zu verlassen.
Derweil findet Kommissarin Ahrens heraus, dass Per Flemming stiller Teilhaber eines recht zwielichtigen Wettbüros war und sich vor kurzem auszahlen lassen hatte. Damit hat er heimlich Pferdewetten bedient und eine sechsstellige Summe gewonnen, die er dann ins Ausland transferiert hat. Tizia Flemming kann sich das nicht erklären und weiß nichts von dem Geld. Ahrens glaubt ihr nicht und als die Kommissarin erfährt, dass ihr Mann sie verlassen wollte, wird Lizzys Mutter verhaftet.
Lizzy Krüger kann dagegen bei Ulf Rönne hochdosiertes Clenbuterol sicherstellen, was nun ihn zum Hauptverdächtigen werden lässt. Doch da er erst vor einer Woche von dem Verhältnis seiner Frau mit Per Flemming erfahren hat, kann er ihn nicht aus Eifersucht über Monate vergiftet haben. Auch finden sich auf der gefundenen Clenbuterolflasche keinerlei Fingerabdrücke von ihm, was dafür spricht, dass ihm jemand das Mittel untergeschoben hat. Lizzy Krüger beginnt die Mitarbeiterin des Gestüts, Anna Fink, zu verdächtigen. Diverse kleine Indizien deuten darauf hin. Ihr war schon eine Weile aufgefallen, dass die junge Frau schwanger sein muss und als sie Anna konkret darauf anspricht und ihre Beweise gegen sie vorlegt, knickt sie ein und erklärt, dass sie es nicht mit ansehen wollte, wie Per mit einer anderen Frau ins Ausland geht, wo sie ihn doch geliebt hätte.
Durch all die Ereignisse entscheidet sich Lizzy Krüger, ihre Auszeit auf unbestimmte Zeit zu verlängern und bei ihrer Mutter auf dem Reiterhof zu bleiben.

## Produktionsnotizen
Auszeit wurde in Lübeck gedreht und am 3. Juni 2006 um 20:15 Uhr im ZDF erstausgestrahlt.

## Kritik
Tilmann P. Gangloff meinte bei tittelbach.tv: „Eine fesselnde Geschichte. Ein Krimi-Highlight – auch weil Urs Egger und Kameramann Kukula in ihrem Element sind.“ „Einerseits war Ann-Kathrin Kramer, die Frohnatur aus dem Bergischen Land, von Anfang an eine Fehlbesetzung. Mit ihren Pudelmützen und den babyblauen Augen passte diese Frau einfach nicht in eine Krimireihe. Andererseits war gerade dieses Element ein reizvoller Kontrast zur eher melancholisch wirkenden Charlotte Schwab. Heute jedoch ermitteln die Zarte und die Harte zum letzten Mal: Kramer steigt aus; Lizzy Krüger gibt ihre Marke zurück.“
Die Kritiker der Fernsehzeitschrift TV Spielfilm vergaben die bestmögliche Wertung (Daumen nach oben) und befanden: „Ein starker Abgang der Ermittlerin Kramer“.